# 6010 Lyzenga
6010 Lyzenga este un asteroid din centura principală de asteroizi.

## Descriere
6010 Lyzenga este un asteroid din centura principală de asteroizi. A fost descoperit pe 19 iulie 1990 la Observatorul Palomar de Eleanor Francis Helin. Asteroidul prezintă o orbită caracterizată de o semiaxă mare de 2,57 ua, o excentricitate de 0,18 și o înclinație de 12,8° în raport cu ecliptica.